# هرانیتشنه پتروویتسه
هرانیتشنه پتروویتسه (به چکی: Hraničné Petrovice) یک منطقهٔ مسکونی در جمهوری چک است که در ناحیه اولومووتس واقع شده‌است.
 هرانیتشنه پتروویتسه ۱۲٫۱۵ کیلومتر مربع مساحت و ۱۳۷ نفر جمعیت دارد و ۵۸۷ متر بالاتر از سطح دریا واقع شده‌است.